# Jewhen Martschuk

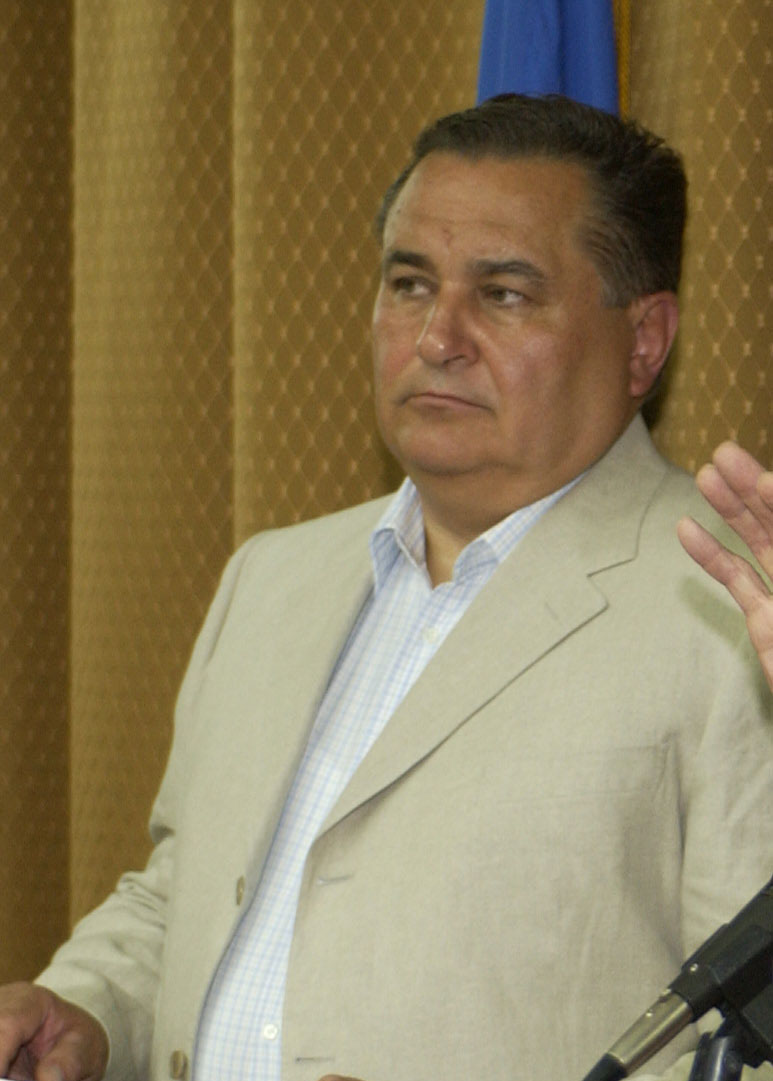
Jewhen Martschuk (2004)

Jewhen Kyrylowytsch Martschuk (ukrainisch Євген Кирилович Марчук, wiss. Transliteration Jevhen Kyrylovyč Marčuk; * 28. Januar 1941 in Dolyniwka, Oblast Kirowohrad; † 5. August 2021) war ein ukrainischer Politiker. Er war von 6. März 1995 bis 27. Mai 1996 Ministerpräsident der Ukraine.
Jewhen Martschuk schloss 1963 ein Studium am Pädagogischen Institut von Kirowohrad ab (jetziger Name Zentralukrainische staatliche pädagogische Universität Wolodymyr Wynnytschenko). Danach arbeitete er beim KGB der Ukrainischen SSR (USSR) in der Abteilung für Aufklärung und Gegenaufklärung. Bis zur politischen Wende in der Sowjetunion stieg er bis zum Rang eines Generals des KGB auf. Von 1990 bis 1991 war Martschuk Minister für Verteidigung, Staatssicherheit und Katastrophenschutz der USSR. Martschuk war einer der wenigen höheren Kader des KGB, die einer ukrainischen Unabhängigkeit positiv gegenüberstanden. Das KGB der USSR unterstand bis zum Zerfall der Sowjetunion direkt der Führung in Moskau.
In den ersten Jahren des unabhängigen ukrainischen Staates, von 1991 bis 1994, war er Vorsitzender des Sluschba bespeky Ukrajiny (deutsch Sicherheitsdienst der Ukraine), der Nachfolgeorganisation des KGB der USSR.
1994 wechselte Martschuk erneut in die Regierung und war zunächst Erster Vize-Ministerpräsident. Im März 1995 wurde er zunächst kommissarisch Ministerpräsident. Im Laufe des Jahres wurde er offiziell in diesem Amt bestätigt und blieb Ministerpräsident der Ukraine bis zum 27. Mai 1996. Ebenfalls 1995 wurde er erstmals in die Werchowna Rada, das Parlament der Ukraine, gewählt. Er vertrat hier einen Wahlkreis in der Oblast Poltawa. 1998 erreichte er erneut ein Mandat über die Liste der Vereinigten Sozialdemokratischen Partei der Ukraine.
1999 nahm Martschuk als Kandidat an der Wahl zum Präsidenten der Ukraine teil und schied in der ersten Runde mit etwas über 8 % der Stimmen aus. Nach dem Urnengang wurde er vom wiedergewählten Staatspräsidenten Leonid Kutschma in das Amt des Sekretärs des Nationalen Sicherheits- und Verteidigungsrates berufen. 2003 wechselte er in die Regierung und war ein Jahr lang erneut Verteidigungsminister der Ukraine.